# Cockburn Peak
Der Cockburn Peak ist mit 450 m die höchste Erhebung auf der Cockburn-Insel im Weddell-Meer östlich der James-Ross-Insel und nördlich der Seymour-Insel.
Der britische Polarforscher James Clark Ross entdeckte ihn am 1. Januar 1843 im Zuge seiner Antarktisexpedition (1839–1843). Vermessungen nahmen 1903 Teilnehmer der Schwedischen Antarktisexpedition (1901–1904) unter der Leitung Otto Nordenskjölds vor. Weitere Vermessungen erfolgten 1947 durch den Falkland Islands Dependencies Survey. Der British Antarctic Survey führte zwischen 1995 und 1996 geologische Untersuchungen durch. Das UK Antarctic Place-Names Committee benannte den Berg 1999 in Anlehnung an die Benennung der ihn beheimatenden Insel. Deren Namensgeber ist der britische Admiral George Cockburn (1772–1851).